# 下新田信号場
下新田信号場（しもしんでんしんごうじょう）は、群馬県桐生市相生町にある、東日本旅客鉄道（JR東日本）両毛線およびわたらせ渓谷鐵道わたらせ渓谷線の信号場である。
両毛線よりわたらせ渓谷線が岩宿駅方に分岐する。両毛線とわたらせ渓谷線の施設上の分界点でもある。なお営業上（運賃計算上）の境界は桐生駅で、桐生駅 - 下新田信号場間はJR東日本とわたらせ渓谷鐵道の双方に属する。

## 歴史
- 1911年（明治44年）4月15日：足尾鉄道開業による列車の分岐に対応するため、下新田聯絡所として設置[1]。
- 1913年（大正2年）10月13日：鉄道院が足尾鉄道を借入れ[2]。足尾線に改称。
- 1918年（大正7年）6月1日：足尾鉄道買収、国有化。
- 1922年（大正11年）4月1日：下新田信号場に改称[1]。
- 1949年（昭和24年）6月1日：公共企業体日本国有鉄道（国鉄）発足に伴い、その所属となる。
- 1987年（昭和62年）4月1日：国鉄分割民営化により、東日本旅客鉄道（JR東日本）の信号場となる[1]。
- 1989年（平成元年）3月29日：足尾線のわたらせ渓谷鐵道への転換に伴い、JR東日本とわたらせ渓谷鐵道の信号場となる[2]。

## 構造
構内配線図のとおり、本信号場は「単線分岐型」および「単線交換型」の複合型信号場である。桐生駅方から進むとわたらせ渓谷線を分岐した直後に両毛線の交換設備が設置されている。上記のような配線のため、わたらせ渓谷線の列車同士の交換・待避は不可能である。
似た構造の信号場の一つにJR予土線・土佐くろしお鉄道中村線の川奥信号場がある。こことの違いは分岐型と交換型が一体化しており、双方の列車同士の交換・待避が可能であるので同じ複合型信号場でも条件が異なる。
桐生駅から当信号場までの間は見かけ上複線となっているが、南側の線路は桐生駅 - 下新田車両基地間の引込線である。したがって南側の線路には営業列車は走行しないため、この区間は単線である。

### 下新田車両基地
桐生発着列車の待機スペースにもなっている。また保守基地（桐生保線技術センター）も併設されている。
高崎総合訓練センターが併設されており、主に高崎支社管内の運転関係社員・設備関係社員の訓練を実施する場として設置されている。

### 配線図
|            | 桐生・大間々地区における鉄道路線の位置関係と配線 |
| 凡例 出典: |                                                  |

### ギャラリー

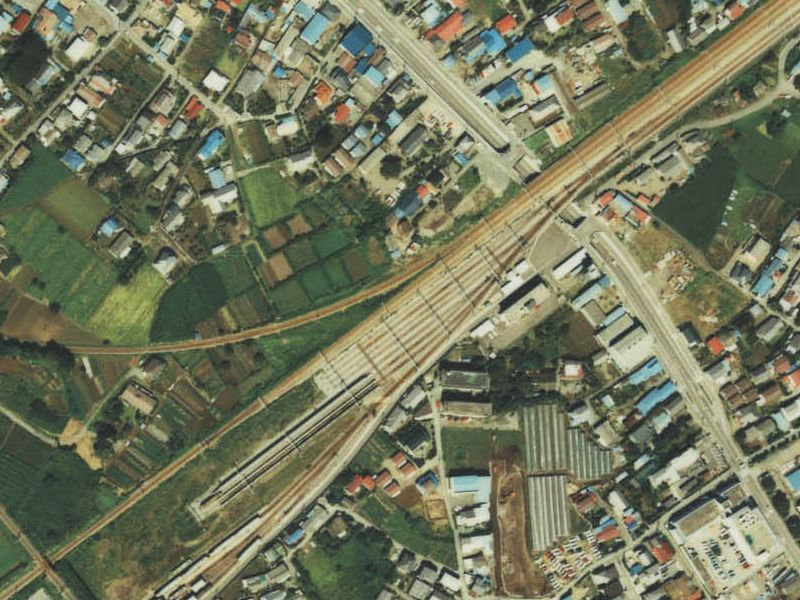
付近の航空写真 （1986年、下新田駅開業前）
国土交通省 国土地理院 地図・空中写真閲覧サービスの空中写真を基に作成
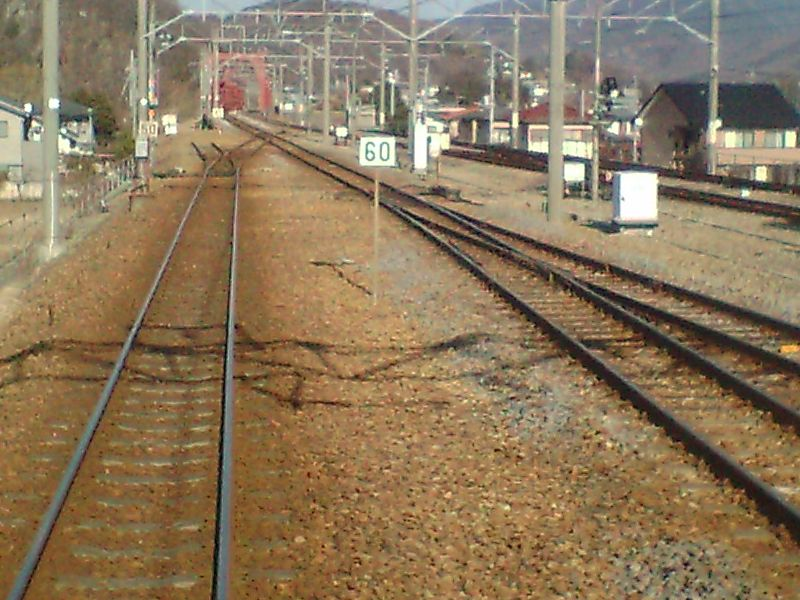
下新田駅側からの眺め
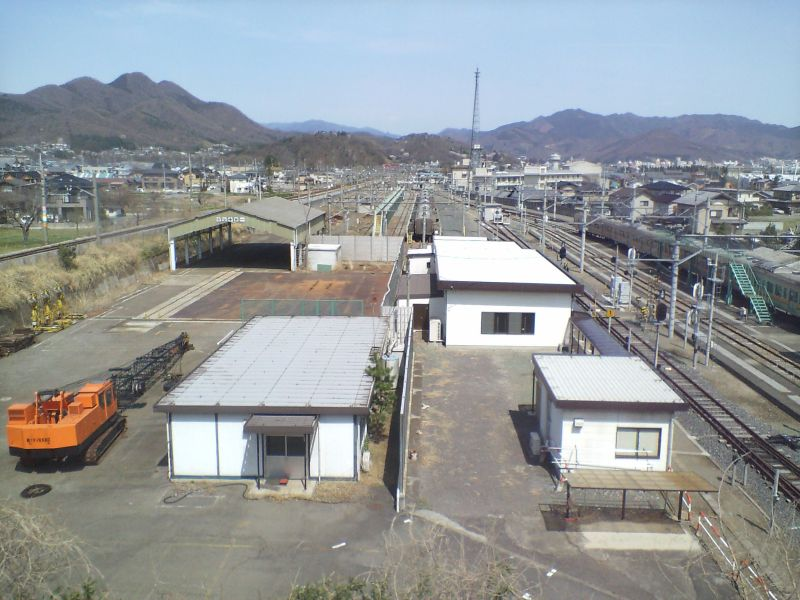
高崎総合訓練センター

## 周辺
わたらせ渓谷線下新田駅およびJR東日本高崎総合訓練センターが隣接している。また、岩宿駅側には東武桐生線の跨線橋が架かる。

## 隣の施設
東日本旅客鉄道（JR東日本）
■両毛線
桐生駅 - 下新田信号場 - 岩宿駅
わたらせ渓谷鐵道
■わたらせ渓谷線
桐生駅 - 下新田信号場 - 下新田駅